# アークトメタターサル

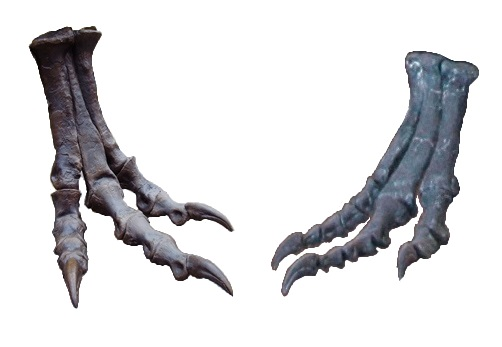
アークトメタターサルを持つティラノサウルス(左)と持たないアロサウルス(右)の中足骨の比較（図の最上部分が挟まれて2パーツか、挟まれずに3パーツか）

アークトメタターサルまたはアルクトメタターサル (Arctometatarsal) は、第3中足骨の近位部分が第2および第4中足骨に挟まれ、3本の中足骨が全体として束状に纏められている、コエルロサウルス類の恐竜に見られる足首関節の構造である。走行に特化したある種の恐竜に共通し、1つの祖先種から受け継がれた形質ではなく複数の系統が別個に獲得した形質であると見られている。脚にかかる負荷を均等に配分する効果があった。

## 分類との関係
かつてアークトメタターサルは単系統における形質とみなされており、アークトメタターサルを持つ最初の獣脚類とその子孫をまとめた アークトメタターサリア(Arctometatarsalia) という分類群が提唱されていた。後にこの分類群はオルニトミムス及びそれに鳥類よりも近縁な生物をまとめたものに変更されたが、トロオドン科とティラノサウルス上科がオルニトミモサウルス類とさほど近縁でないことが分かり、現在ではこの分類群は支持されていない。
アークトメタターサルはコエルロサウルス類に属する獣脚類の恐竜に認められる。特にこれらのうち、ティラノサウルス上科、オルニトミモサウルス類、アルヴァレスサウルス上科、トロオドン科の5系統で独立的に獲得されている。ただし、オルニトミモサウルス類のハルピミムスのように足首関節がアークトメタターサルをなさないものや、ガルディミムスのようにアークトメタターサルの有無にコンセンサスが得られていないものも存在する。

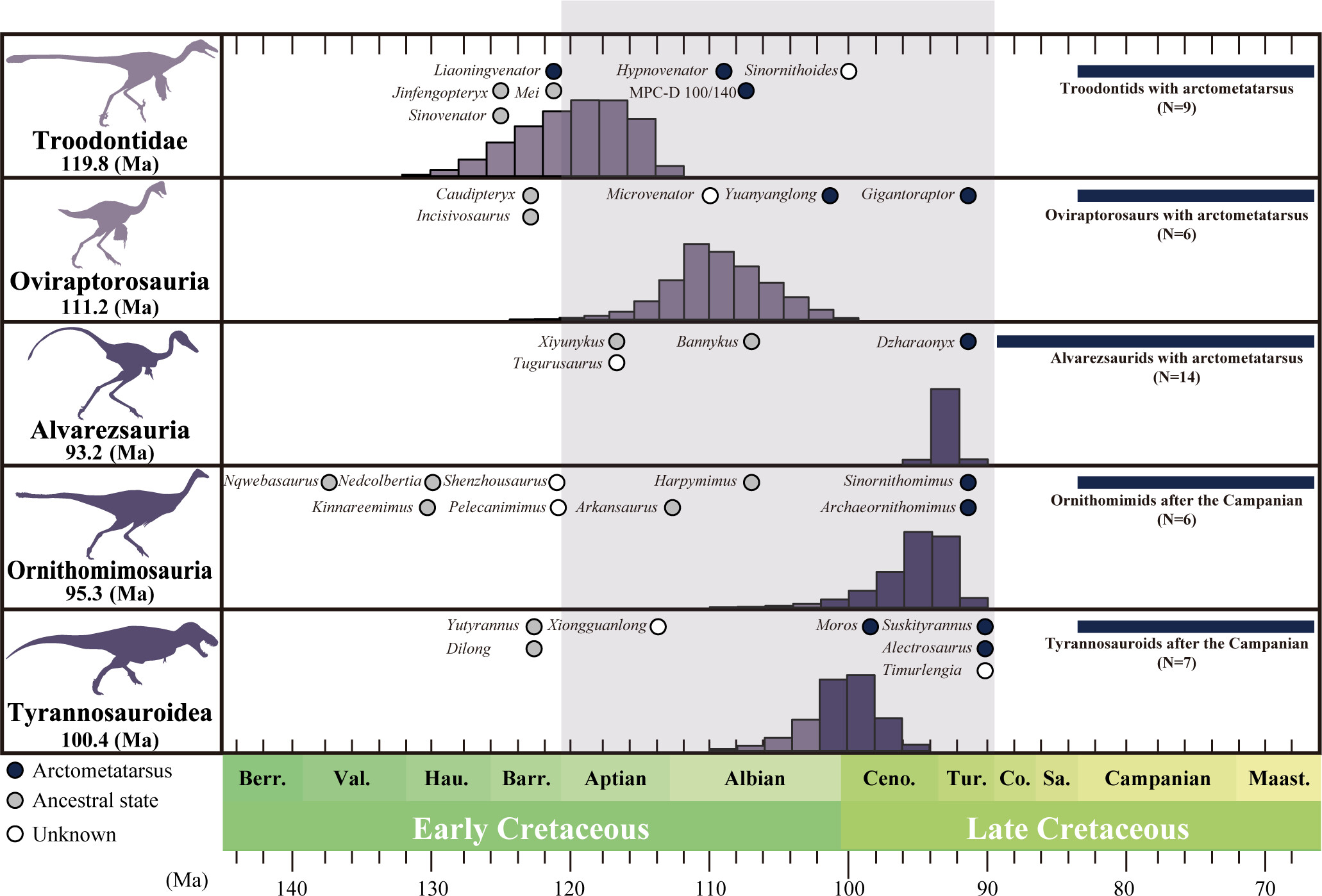
アークトメタターサルが5系統で獲得された時期と分類群を示す図

Kubo and Kobayashi (2025)によれば、上記5系統がアークトメタターサルを獲得した時期は約1億2000万年前から9300万年前の白亜紀中頃（アプチアン期～チューロニアン期）に収まる。この時代に当てはまり、かつアークトメタターサルが確認されている属として、トロオドン科のリャオニングヴェナトルとヒプノヴェナトル、オヴィラプトロサウルス類のユアンヤンロンとギガントラプトル、アルヴァレスサウルス類のDzharaonyx、オルニトミモサウルス類のアーケオルニトミムスとシノルニトミムス、ティラノサウルス上科のモロスとススキティラヌスおよびアレクトロサウルスが挙げられる。それぞれの系統において、これ以前に明らかなアークトメタターサルを示す例は確認されていない。
またKubo and Kobayashi (2025)によれば、アークトメタターサルを持つ獣脚類において下肢（中足骨と脛骨）が体サイズに対して長く、またその後肢長比率の変化はアークトメタターサル構造の獲得と同時期であるかそれに先行している。相対的下肢長が長いノアサウルス科がアークトメタターサル構造を獲得していないことから、後肢長比率の変化とアークトメタターサル構造との関係はコエルロサウルス類においてのみ成立していることが示される。その後のコエルロサウルス類の繁栄や他の獣脚類の衰退を鑑みると、変化を遂げる白亜紀中頃の地球環境において、走行適応という面で当該構造がコエルロサウルス類に有利に働いた可能性が示唆されている。